# Robert Honiwood
Robert Honiwood LL. D. (falecido em 22 de janeiro de 1523) foi um cónego de Windsor de 1504 a 1523.

## Carreira
Ele foi nomeado:
- Arquidiácono de Norwich 1497
- Chanceler de Norwich 1499
- Arquidiácono de Taunton 1509
- Prebendário de Lichfield 1512

Ele foi nomeado para a segunda bancada na Capela de São Jorge, Castelo de Windsor em 1504, e manteve a posição até 1523.